# 俘囚
俘囚是日本奈良時代、平安時代受大和朝廷支配的陸奥、出羽蝦夷人，他们被俘虏後移配至包括九州的各地，由國司監督管理，他们被派国内治安維持工作。但因待遇不高全国后来也有他们动乱，朝廷無兵可用成为武士兴起的契机。